# Haiqal Pashia
Haiqal Pashia (* 29. November 1998 in Singapur), mit vollständigem Namen Haiqal Pashia Anugrah, ist ein singapurischer Fußballspieler.

## Karriere

### Verein
Haiqal Pashia erlernte das Fußballspielen in der National Football Academy in Singapur. Seinen ersten Profivertrag unterschrieb er am 1. Januar 2017 bei den Young Lions. Die Young Lions sind eine U23-Mannschaft, die 2002 gegründet wurde. In der Elf spielen U23-Nationalspieler und auch Perspektivspieler. Ihnen soll die Möglichkeit gegeben werden, Spielpraxis in der ersten Liga, der Singapore Premier League, zu sammeln. Für die Lions absolvierte er 51 Erstligaspiele. Im Februar 2020 wechselte er zum Ligakonkurrenten Lion City Sailors. 2021 feierte er mit den Sailors die singapurische Meisterschaft. Im Februar 2022 gewann der mit den Sailors den Singapore Community Shield. Das Spiel gegen Albirex Niigata (Singapur) gewann man mit 2:1. Am Ende der Saison 2023 feierte er mit den Sailores die Vizemeisterschaft. Am 9. Dezember 2023 stand er mit den Sailors im Finale des Singapore Cup. Hier besiegte man Hougang United mit 3:1. Am Ende der Saison 2024/25 feierte er mit den Sailors die Meisterschaft. Am 31. Mai 2025 stand er mit den Sailors im Endspiel des Singapore Cup. Das Finale gegen die Tampines Rovers gewann man mit durch ein Tor von Bart Ramselaar mit 1:0.

### Nationalmannschaft
Haiqal Pashia spielte 2019 einmal für die singapurische U22-Nationalmannschaft sowie einmal für die U23-Mannschaft.

## Erfolge
Lion City Sailors
- Singapurischer Meister: 2021, 2024/25
- Singapurischer Vizemeister: 2023
- Singapore Community Shield: 2022
- Singapore Cup-Sieger: 2023, 2025